# Bernd Weinkauf
Bernd Weinkauf (* 26. Februar 1943 in Küstrin) ist ein deutscher Schriftsteller.

## Leben
Die Familie Weinkauf wurde nach Kriegsende von Küstrin nach Hettstedt vertrieben. Dort legte Bernd Weinkauf 1961 sein Abitur ab. Von 1962 bis 1966 studierte er Deutsche Sprache, Literatur und Kunsterziehung am Pädagogischen Institut in Erfurt. Danach arbeitete er unter anderem als Lehrer und Truppenbibliothekar. Von 1973 bis 1976 war er am Institut für Literatur „Johannes R. Becher“ in Leipzig. Am Theater der Jungen Welt arbeitete er von 1976 bis 1979 als Dramaturg. Von 1974 bis 1989 war er als „IM Walther“ für das Ministerium für Staatssicherheit tätig. 1987 gab er dem WDR im TV-Film Wanderungen durch die DDR – Die Messestadt Leipzig ein Interview, in dem er die Gewässerverschmutzung in der DDR relativierte und sinngemäß behauptete, dass dies „auch in früheren Zeiten“ schon so gewesen sei. Als Stadtrat für Kultur und Bildung wurde er am 9. Mai 1991 zusammen mit Thomaskantor Hans-Joachim Rotzsch aufgrund der Tätigkeit für die Staatssicherheit vom Stadtrat Leipzig entlassen. Seit 1979 ist Bernd Weinkauf als freischaffender Werbetexter und Autor tätig. Er schreibt Prosa, Sach- und Drehbücher. Einzelne Werke von ihm wurden ins Japanische, Bulgarische und Dänische übersetzt.
Bernd Weinkauf lebt in Leipzig und ist verheiratet.

## Werke (Auswahl)
- Das Buch Gose. Die Geschichte der Gose von ihren Anfängen bis auf den morgigen Tag, Leipzig 2005.
- Hundertwasser-Bahnhof Uelzen, Leipzig 2003.
- Leipzig in aller Ruhe, Altenburg 1995.
- Ich nannte sie Sue, Halle (Saale) / Leipzig 1978.